# Manuela Rosas
Manuela Rosas (Buenos Aires, 24 de mayo de 1817-Londres, 17 de septiembre de 1898), nacida como Manuela Robustiana Ortiz de Rozas, fue una activista política y novelista argentina, hija del gobernador de Buenos Aires Juan Manuel de Rosas.

## Biografía

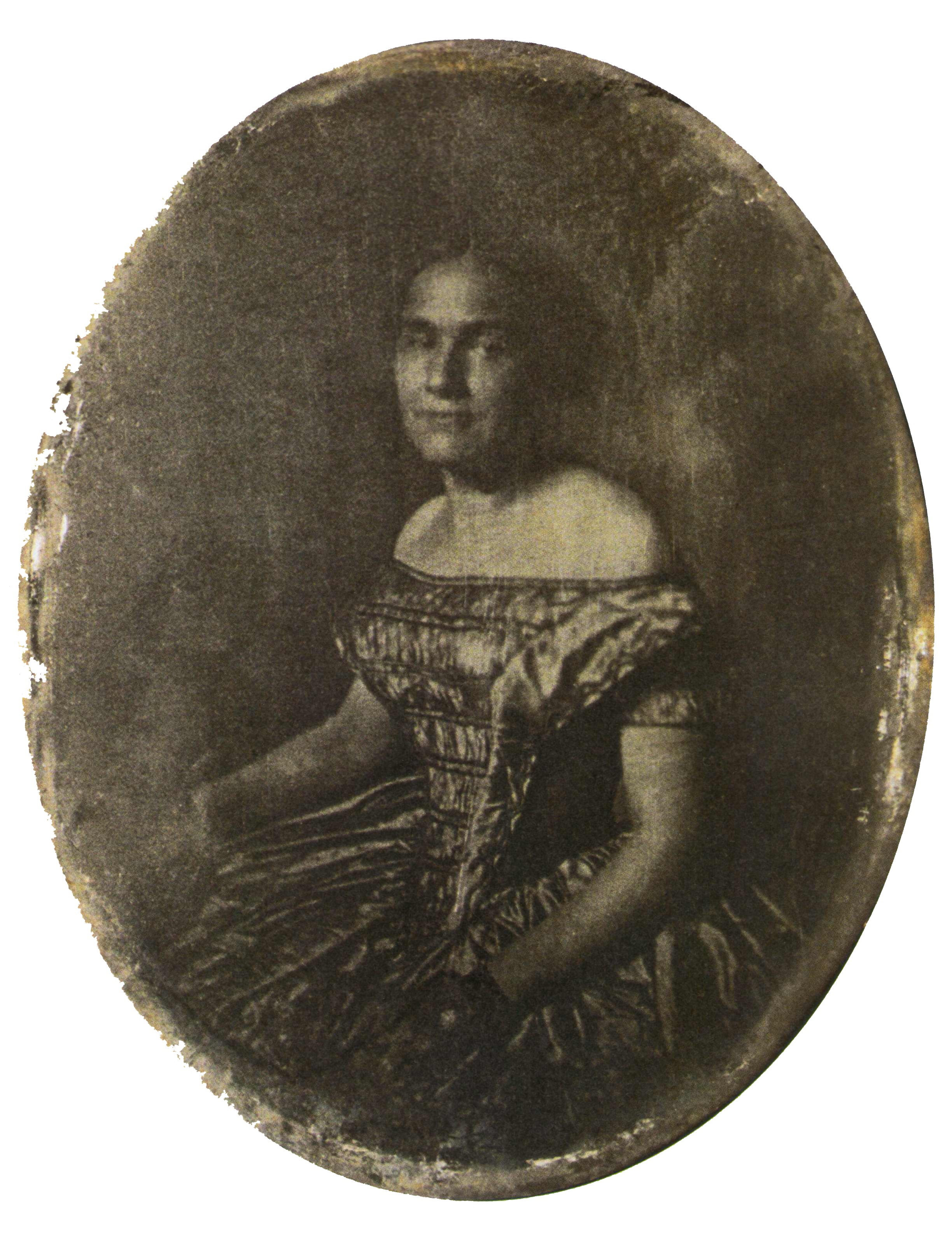
Retrato fotográfico anónimo de Manuelita Rosas

Hasta el fallecimiento de su madre, en 1838, quien tenía gran influencia política y social en la política de la provincia de Buenos Aires, de la que Rosas era gobernador, Manuela permaneció en un segundo plano. A diferencia de su padre, mantenía algunas relaciones con su hermano Juan Bautista.
Tras la pérdida de su madre, Manuelita comenzó a ejercer de hecho como una primera dama, acompañando a su padre en ceremonias protocolares y recibiendo a embajadores extranjeros y representantes de los gobiernos de las provincias argentinas. Durante los años en que su padre permaneció en el poder fue un símbolo del Partido Federal; a diferencia del rígido carácter de su padre, aportaba en las relaciones públicas de este gestos de humanidad y de dulzura, pero –a diferencia de su madre– nunca fue su consejera, ni organizó su partido.
Manuela era íntima amiga de Camila O'Gorman, la joven muchacha que protagonizó una trágica historia de amor con un sacerdote bajo el mandato de Rosas, quien mandó fusilar a la pareja. 
Después de la derrota de su padre en la batalla de Caseros, librada el 3 de febrero de 1852, lo siguió al exilio a Southampton, Inglaterra. 
Además, Manuela tenía un romance con Máximo Terrero (1817-1904), hijo del amigo y socio de Rosas, Juan Nepomuceno Terrero; no obstante esa relación de íntima amistad, su padre se oponía al matrimonio de su hija. Manuelita y Máximo se casaron el 22 de octubre de 1852 en la iglesia católica de Southampton y tuvieron dos hijos: Manuel Máximo Juan Nepomuceno Terrero y Rosas (n. 20-5-1856, f. 21-7-1926) y Rodrigo Tomás Terrero y Rosas (n. 22-9-1858, f. 9-9-1937). 
Manuelita falleció en Londres en 1898, después de haber llevado una vida tranquila en el exilio y sin haber regresado a la Argentina desde la Batalla de Caseros.